# Methesis brevitarsa
Methesis brevitarsa là một loài nhện trong họ Corinnidae.
Loài này thuộc chi Methesis. Methesis brevitarsa được Lodovico di Caporiacco miêu tả năm 1954.